# خوسيه لويس ألفاريز (مجدف)
خوسيه لويس ألفاريز (بالإسبانية: José Luis Álvarez)‏ هو مجدف مكسيكي، ولد في 9 مايو 1943 في مدينة مكسيكو في المكسيك.

## وصلات خارجية
- خوسيه لويس ألفاريز على موقع الاتحاد الدولي للتجديف (الإنجليزية)
- خوسيه لويس ألفاريز على موقع أوليمبيديا (الإنجليزية)